# Hans Hansen Resen
 Der er flere personer med dette navn, se Hans Hansen.
Hans Hansen Resen (19. oktober 1596 i København – 3. april 1653) var en dansk teolog, biskop over Sjælland fra 1652 til sin død. Han var en søn af biskop Hans Poulsen Resen (død 1638) i dennes første ægteskab.
Da Resen tidlig viste, at han besad et godt hoved, blev han sat i Vor Frue Skole,
fra hvilken han 1614 gik over til universitetet. Teologiske og filosofiske studier blev hans fag. Kort efter faderens andet ægteskab 1615 rejste sønnen til Wittenberg, hvor han tilbragte nogle år med flittige studier og fin professoromgang.
Efter henved et års ophold i hjemmet drog han atter ud i 1619, denne gang til Strasburg, hvor han især levede sammen med de to unge adelsmænd
Niels Trolle og Mogens Sehested, med hvem han foretog en rejse gennem Schweiz og Frankrig.
Efter flere rejser og vel tilbragte studieår kom Resen hjem i december 1620 og blev 1621 efter skoleherren Palle Rosenkrantz' valg indsat af sin fader som rektor for Herlufsholm Skole, hvorpå han tog magistergraden. Herfra kaldtes han 1624 til professor ved universitetet, hvor han i 10-11 år foredrog forskellige af de under det filosofiske fakultet hørende fag.
I 1635 valgte det akademiske konsistorium ham til sognepræst ved Frue Kirke. Dette embede overtog han dog ikke, da han samme år blev beskikket til professor i teologi, hvorpå han 1636 tog doktorgraden.
I denne stilling virkede han nu i en række år, indtil han 25. maj 1652 af Sjællands præsteskab valgtes til stiftets biskop efter dr. Jesper Rasmussen Brochmands død. Han indviedes til embedet af sin svoger biskop Peder Winstrup fra Lund. Snart efter sygnede han dog hen og døde allerede følgende år.
Resen hører til den slags personligheder, hvis billede det ikke er let at fastholde, fordi de ikke frembyder noget særegent. Af ydre var han en køn mand, og han synes at have hørt til dem, der, udrustet med gode evner og stillet under usædvanlig gunstige forhold, vandrer den slagne vej fremad uden afstikkere til højre eller til venstre, udfylder deres plads med flid og dygtighed, men uden i noget forhold at træde så dybe spor, at de er synderlig kendelige, når arbejdstiden er omme.
Til billedet af Resen hører også, at han levede i et overordentlig lykkeligt ægteskab med den smukke, elskværdige og af mange attråede Thale Vinstrup (født 12. maj 1604),
en datter af hans stedmor i hendes første ægteskab med biskop Peder Jensen Vinstrup – far til biskop Peder Winstrup fra Lund. Ved dette ægteskab knyttedes Resen endnu nærmere end
tidligere til professorkredsen.
Brylluppet stod 14. februar 1624 i bispegården, og ægteskabet var velsignet med en talrig børneflok, deriblandt den siden bekendte retslærde og præsident i residensstaden Peder Hansen Resen, og alt var lykke og tilfredshed, indtil husfaderens sygdom og død gjorde en brat standsning. Dette slag var for tungt for den kærlige hustru; dagen efter mandens begravelse døde hun. Samtiden har i stærke ord vidnet om hendes ædle egenskaber.
Resens litterære virksomhed indskrænkede sig til en sådan række af filosofiske og teologiske disputatser, som hans akademiske kald udkrævede, og til en i højeste oratoriske stil holdt latinsk sørgetale over kansler Christian Friis til Kragerup (1639). Resens teologiske stade lader sig måske bedst udtrykke i de ord, at han var en ulastelig discipel af sin fader og af biskop Brochmand, uden tendens til særmeninger, der i nogen måde kunne fjerne ham fra streng luthersk ortodoksi.
Rasmus Vinding: Regia academia Hauniensis. S. 298 ff.
Zwergius: Siellandske Clerisie S. 237 ff.
Wad: Rektorerne på Herlufsholm S. 66 ff.
H. F. Rørdam.